# 程学敏
程学敏（1917年—）江苏苏州人。中华民国及中华人民共和国水利工程专家。

## 生平
1939年，程学敏毕业于国立中央大学土木工程系。1943年，在英国伦敦亚历山大吉伯咨询公司工作。其间，程学敏在美国《土木工程》杂志发表论文《洪水演算的新图解法》，被称为“程学敏计算法”，收入美国教科书《应用水力学》，随后被引入中国大学课本中。1946年，程学敏在资源委员会全国水力发电工程总处任工程师。
中华人民共和国时期，李锐任水电总局局长时，程学敏任规划处总工程师。1950年代，李锐作报告或写文章时，涉及到水电基本知识或者水电规划方面的知识时，常请程学敏帮助打草稿或者修改。比如1953年，科普协会请李锐向群众作水电方面的报告，李锐请程学敏提供了落差及流量等水电基本知识，该报告还曾印行为小册子。1958年南宁会议召开前，程学敏帮李锐画了一张全国水电远景示意图，李锐依靠该图，使毛泽东等党和国家领导人了解了全国水力发电远景规划。在就三峡工程上马与否进行的“御前辩论”中，长江流域规划办公室主任林一山主张上马，李锐反对上马，最终李锐取胜，此图起到了很大作用。
1957年“整风运动”中，程学敏提了不少意见，随后便在“反右”时遭到批判。李锐保护了程学敏，使程学敏没有戴上“右派”帽子。 1958年2月，国务院总理周恩来亲自率队考察三峡坝区。水力发电建设总局选定两位水电工程师陆钦侃（当时在长江流域规划办公室工作，曾在中华民国时期在美国垦务局参加萨凡奇的三峡规划）、程学敏参加周恩来主持的此次考察及会议。有关部门不同意程学敏这名刚在“反右”中遭批判的人参加。对此，李锐未予理睬，仍按照计划率程学敏、陆钦侃参加了考察及会议。
文化大革命结束后，程学敏先后在中华人民共和国水利电力部外事办公室、中国电力企业联合会外事部任总工程师。
李锐十分关心、保护像程学敏这样从中华民国时代走来的老专家。文化大革命后的1979年，程学敏一家调回北京初期，因无房屋居住，便在招待所居住了很长时间。木樨地公寓（当年俗称“部长楼”）分配给李锐后，李锐和女儿李南央商量，想自己在招待所再住一段时间，让程学敏一家先暂时搬入新居，等程学敏一家有房后再搬走。此事因故未果。程学敏之子程真和李锐的女婿巴悌忠是中学同班同学，他程学敏之女程平是李南央的中学同学，程学敏的孙子程代昭和巴悌忠的女儿巴筱忙在同年出生。程代昭的名字是程学敏请李锐起的。1998年夏，在北京音乐厅举行的“巴筱忙钢琴独奏音乐会”，舞台上的两个花篮是巴悌忠一老同学之子和程代昭共同摆上的。
1980年代，程学敏参加三峡工程专题论证，任电力组专家。时任水利电力部外事司咨询的程学敏，因健康原因未参加最后一次论证会，但他表示“不拟签字”，因他认为论证的造价资料均属初步，经济论证的可靠性不足。程学敏是拒绝在三峡工程最后的论证结论上签字的人之一。未在最后论证结论上签字者有：
- 防洪论证组顾问：陆钦侃（水利电力部水利部规划局副总工程师）
- 防洪论证组专家：方宗岱（中国水利水电科学研究院咨询）
- 综合经济评价组专家：郭来喜（中国科学院国家计委地理研究所研究员）
- 综合经济评价组专家：黄元镇（中国水利水电建设工程咨询公司副董事长）
- 综合规划与水位组专家、综合经济评价组专家：何格高（国家计委中咨公司）
- 移民组专家：李玉光（国家土地管理局建设用地司总工程师）
- 移民组地方官员代表：廖文权（四川开县移民办公室主任）
- 生态与环境论证组顾问：侯学煜（中国科学院植物研究所研究员、全国人大常委会委员）
- 生态与环境论证组专家：陈昌笃（北京大学教授）
- 电力组专家、综合规划与水位组顾问：覃修典（中国水利水电科学研究院咨询）
- 电力组专家：伍宏中（中国水利水电规划设计院主任工程师）
- 电力组专家：程学敏（水利电力部外事司咨询）

李锐在为1995年出版的《程学敏水电论文集》所作的序言中称：
程学敏同我是老同事、老朋友，又同庚、同月，我只比他早来到这个人世几天，可说很有缘分。关于发展中国的水电事业，四十多年来，我们是志同道合、执着入迷的，与此有关的观点始终一致。他一直参加三峡工程论证，对这个工程的看法，我们也是几十年来一致的；他是论证报告书上没有签字的9专家之一。